# Матузок Любов Петрівна
Матузок Любов Петрівна (нар. 10 вересня 1961, Ромни, Сумської області) — українська поетеса.

## Життєпис
Закінчила Лебединське педагогічне училище ім. Антона Макаренка, Глухівський національний педагогічний університет імені Олександра Довженка. Понад 30 років працює вихователькою у ДНЗ № 8 «Дзвіночок». 
Лауреатка IV-го Міжнародного поетичного конкурсу «Чатує в століттях Чернеча гора» (2015 р.), Всеукраїнського поетичного вернісажу «Троянди й виноград» ім. Максима Рильського (2017 р.) Член Національної Спілки письменників України (2018 р.)

## Творчість
Друкувалася в альманахах «Дух землі» (м. Хмельницький 2015 р.), Скіфія — 2015. Осінь (м. Канів 2015 р.), антологіях «Антології сучасної української літератури» (м. Хмельницький 2015 р.), «Антології сучасної новелістики та лірики України» (м. Канів 2015 р.), «Обпалені крила. Поезія сучасної України» (м. Київ 2018 р.), «Сумщина. Велика спадщина. Поезія»(Суми 2019 р.), у міськрайонній газеті «Вісті Роменщини», у журналі «Дніпро» № 1/2016, № 8-9/2016, «Пізнайко» від 2 до 6, № 8/ 2015, як переможниця конкурсу  «Акровірші. Українські міста», № 12/2015, як переможниця конкурсу «Колядки та щедрівки на новий лад», «Золоте левеня» № 1/2019,"Склянка часу", де була дипломанткою та переможницею конкурсів, вірш «Шафа книжкова…» перекладався німецькою мовою, увійшов до німецькомовної збірки до 20-тиріччя журналу «Склянка часу», «Чорнильна хвиля», «Слобожанщина»"Березіль" № 4-6/2017, № 4-6/2018, № 4\2019, «Літера Т», в часописі «Літературний Чернігів» № 3/2016,№ 2/2017, колективних збірках «Пелюстки Ромен цвіту» (1993 р.), «Поезія, натхненна жінкою» (Дніпро м. Київ 2016 р.), «Пелюстки Ромен квіту» (2018 р.), «Пелюстки Ромен квіту» (2019 р.).
Авторка поетичних збірок «Малюнки»(2015 р.), «Яблука пізніх віршів»(2016 р.), «Наголоси серця»(2017р), "Учитель для самоучки" (2020р.), "Товариський суд" (2021р.).